# Paratripyloides
Paratripyloides är ett släkte av rundmaskar. Paratripyloides ingår i familjen Tripyloididae.
Kladogram enligt Catalogue of Life:
| Paratripyloides | \| \| Paratripyloides cruminus \| \| \| \| \| \| Paratripyloides longicauda \| \| \| \| \| \| Paratripyloides viviparus \| \| \| \| |
|                 | \| \| Paratripyloides cruminus \| \| \| \| \| \| Paratripyloides longicauda \| \| \| \| \| \| Paratripyloides viviparus \| \| \| \| |
|                 | Alaimonemella |
|                 | |
|                 | Arenasoma |
|                 | |
|                 | Bathylaimus |
|                 | |
|                 | Diplobathylaimus |
|                 | |
|                 | Halanonchus |
|                 | |
|                 | Ingenia |
|                 | |
|                 | Tobrilus |
|                 | |
|                 | Trefusia |
|                 | |
|                 | Tripyloides |
|                 | |
|                 | Trischistoma |
|                 | |
|                 | Paratripyloides cruminus |
|                 | |
|                 | Paratripyloides longicauda |
|                 | |
|                 | Paratripyloides viviparus |
|                 | |

|  | Paratripyloides cruminus   |
|  |                            |
|  | Paratripyloides longicauda |
|  |                            |
|  | Paratripyloides viviparus  |
|  |                            |